# Mouth & MacNeal

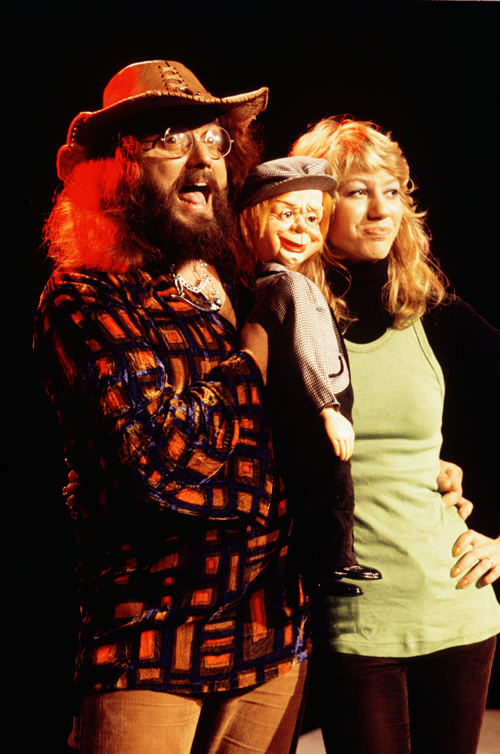
Mouth & MacNeal, 1971

Mouth & MacNeal war ein niederländisches Gesangsduo, das Anfang der 1970er Jahre im „Middle-of-the Road-Sound“ Erfolge in ganz Europa verzeichnete.

## Bandgeschichte
Willem Duyn († 3. Dezember 2004) begann als Schlagzeuger im „Holland Quartett“, wurde dann Sänger bei den „Jay-Jays“, Discjockey und gründete schließlich 1970 die Band „Speedway“. 1971 gründete er zusammen mit Maggie MacNeal das Duo „Mouth & MacNeal“.
International bekannt wurde das Duo mit dem Lied How Do You Do, das im Frühjahr 1972 Platz 5 in der deutschen Hitparade und Platz 8 in den US Billboard Charts belegte. In deutschsprachiger Version von Jeanette McKinlay und Peter Petrel unter dem Namen „Windows“ gecovert, wurde das Lied im selben Jahr in Deutschland zum Top-Hit. Mit der Nachfolgesingle Hello-A standen Mouth & MacNeal 1972 in Deutschland mehrere Wochen lang auf Platz 1. Im selben Jahr war You-Kou-La-Le-Lou-Pie noch ein Top-20-Hit, während sich Battering Ram im Frühjahr 1973 in Deutschland nicht mehr platzieren konnte.
Mit I See a Star vertraten die beiden 1974 die Niederlande beim Eurovision Song Contest und belegten Platz 3 hinter dem Siegertitel Waterloo von ABBA und Sí von Gigliola Cinquetti. Kurz darauf trennte sich das Duo. Während sich Maggie MacNeal fortan als Solistin betätigte, gründete Mouth mit seiner neuen Partnerin Ingrid Kup das Duo „Big Mouth & Little Eve“.
Im Jahr 1972 hatten Mouth & MacNeal einen Gastauftritt im deutschen Spielfilm Meine Tochter – deine Tochter von Werner Jacobs.
Willem Duyn starb am 3. Dezember 2004 an einem Herzstillstand.
2007 wurde die Melodie von How Do You Do? von Scooter für den Song The Question Is What Is the Question übernommen.

## Diskografie

### Alben
| Jahr | Titel                                 | Höchstplatzierung, Gesamtwochen, AuszeichnungChartplatzierungen (Jahr, Titel, Platzierungen, Wochen, Auszeichnungen, Anmerkungen) | Höchstplatzierung, Gesamtwochen, AuszeichnungChartplatzierungen (Jahr, Titel, Platzierungen, Wochen, Auszeichnungen, Anmerkungen) | Anmerkungen                     |
| Jahr | Titel                                 | US | NL | Anmerkungen                     |
| ---- | ------------------------------------- | --- | --- | ------------------------------- |
| 1972 | How Do You Do? / Mouth & MacNeal (NL) | US77 (16 Wo.)US | — | Erstveröffentlichung: Juni 1972 |

Weitere Alben
- 1972: Hello (DE) / Hello and Thank You (NL)
- 1972: Mouth & MacNeal II
- 1973: Pocketful of Hits

### Kompilationen
| Jahr | Titel                               | Höchstplatzierung, Gesamtwochen, AuszeichnungChartplatzierungen (Jahr, Titel, Platzierungen, Wochen, Auszeichnungen, Anmerkungen) | Höchstplatzierung, Gesamtwochen, AuszeichnungChartplatzierungen (Jahr, Titel, Platzierungen, Wochen, Auszeichnungen, Anmerkungen) | Anmerkungen                      |
| Jahr | Titel                               | US | NL | Anmerkungen                      |
| ---- | ----------------------------------- | --- | --- | -------------------------------- |
| 1974 | I See a Star / Ik zie een ster (NL) | — | NL9 (3 Wo.)NL | Erstveröffentlichung: April 1974 |

Weitere Kompilationen
- 1973: Sing a Song with Mouth & MacNeal
- 1974: Mouth & MacNeal – Stars für Millionen
- 1980: The Best Of (Mouth & MacNeal / Big Mouth & Little Eve)
- 1995: The Singles
- 1999: How Do You Do
- 2000: Absolutely the Best
- 2001: The Singles + (2 CDs)

### Singles
| Jahr | Titel Album                                            | Höchstplatzierung, Gesamtwochen, AuszeichnungChartplatzierungen (Jahr, Titel, Album, Platzierungen, Wochen, Auszeichnungen, Anmerkungen) | Höchstplatzierung, Gesamtwochen, AuszeichnungChartplatzierungen (Jahr, Titel, Album, Platzierungen, Wochen, Auszeichnungen, Anmerkungen) | Höchstplatzierung, Gesamtwochen, AuszeichnungChartplatzierungen (Jahr, Titel, Album, Platzierungen, Wochen, Auszeichnungen, Anmerkungen) | Höchstplatzierung, Gesamtwochen, AuszeichnungChartplatzierungen (Jahr, Titel, Album, Platzierungen, Wochen, Auszeichnungen, Anmerkungen) | Höchstplatzierung, Gesamtwochen, AuszeichnungChartplatzierungen (Jahr, Titel, Album, Platzierungen, Wochen, Auszeichnungen, Anmerkungen) | Höchstplatzierung, Gesamtwochen, AuszeichnungChartplatzierungen (Jahr, Titel, Album, Platzierungen, Wochen, Auszeichnungen, Anmerkungen) | Anmerkungen |
| Jahr | Titel Album                                            | DE | AT | CH | UK | US | NL | Anmerkungen |
| ---- | ------------------------------------------------------ | --- | --- | --- | --- | --- | --- | --- |
| 1971 | Hey, You Love How Do You Do? / Mouth & MacNeal (NL)    | — | — | — | — | US87 (3 Wo.)US | NL5 (8 Wo.)NL | Erstveröffentlichung: August 1971 Charteintritt in US erst im Oktober 1972 Autoren: Hans van Hemert, Harry van Hoof |
| 1971 | How Do You Do? How Do You Do? / Mouth & MacNeal (NL)   | DE5 (16 Wo.)DE | — | CH1 (14 Wo.)CH | — | US8 Gold · (19 Wo.)US | NL1 (17 Wo.)NL | Erstveröffentlichung: November 1971 Autor: Andreas Dries Holten                                                     |
| 1972 | Hello-a Hello / Hello and Thank You (NL)               | DE1 (27 Wo.)DE | AT13 (4 Wo.)AT | CH2 (16 Wo.)CH | — | — | NL1 (13 Wo.)NL | Erstveröffentlichung: Mai 1972 Autor: Hans van Hemert                                                               |
| 1972 | You-kou-la-le-lou-pie Sing a Song with Mouth & MacNeal | DE15 (12 Wo.)DE | — | — | — | — | NL7 (10 Wo.)NL | Erstveröffentlichung: Oktober 1972 Autor: Hans van Hemert                                                           |
| 1973 | Batteringram Pocketful of Hits                         | — | — | — | — | — | NL21 (5 Wo.)NL | Erstveröffentlichung: März 1973 Autor: Hans van Hemert                                                              |
| 1973 | Minnie, Minnie Pocketful of Hits                       | — | AT17 (4 Wo.)AT | — | — | — | NL10 (7 Wo.)NL | Erstveröffentlichung: August 1973 Autor: Hans van Hemert                                                            |
| 1973 | Do You Wanna Do It Pocketful of Hits                   | — | — | — | — | — | NL21 (4 Wo.)NL | Erstveröffentlichung: Dezember 1973 Autor: Hans van Hemert                                                          |
| 1974 | I See a Star / Ik zie een ster (NL)                    | — | — | — | UK8 (10 Wo.)UK | — | NL3 (14 Wo.)NL | Erstveröffentlichung: März 1974 Autoren: Hans van Hemert, Gerrit den Braber                                         |
| 1974 | Ah, l’amore –                                          | — | — | — | — | — | NL10 (7 Wo.)NL | Erstveröffentlichung: Juni 1974 Autoren: Ciro Sebastianelli, Ermanno Capelli, Ettore Lombardi, Hans van Hemert      |

grau schraffiert: keine Chartdaten aus diesem Jahr verfügbar
Weitere Singles
- 1972: Talk a Little Louder
- 1973: Medizinmann
- 1973: Wie denn? Wo denn? Was denn?
- 1974: We’re Gonna Have a Party
- 1974: Ein gold’ner Stern (I See a Star)